# Ravi Shankar's Music Festival from India
 (mars 2022).
Si vous disposez d'ouvrages ou d'articles de référence ou si vous connaissez des sites web de qualité traitant du thème abordé ici, merci de compléter l'article en donnant les références utiles à sa vérifiabilité et en les liant à la section « Notes et références ».
Ravi Shankar's Music Festival from India est une tournée européenne de Ravi Shankar et de l'album du même nom. L'idée de la tournée nait début 1974 lorsque George Harrison rencontre Shankar dans sa demeure de Bénarès. Tous deux mettent au point l'idée d'une tournée de musique classique indienne en Europe, à laquelle succèdera une tournée commune entre les deux artistes en Amérique du Nord. Shankar assemble ensuite un groupe de musiciens indiens classiques.
La tournée se déroule en Europe de septembre à octobre 1974, avec notamment un concert au Royal Albert Hall de Londres. L'album qui l'accompagne est pour sa part enregistré au studio de Friar Park avant la tournée, mais il ne sort qu'en 1976 pour ne pas faire de concurrence à un autre album de Shankar.
En 2010, le concert du Royal Albert Hall a été publié sur le DVD Collaborations. La tournée et les travaux liés sont la toute première initiative de The Material World Charitable Fondation, association fondée par Harrison.